# Dewa (buddyzm)
Dewa (dewanagari देव, trl. deva) – w buddyzmie jeden z wielu typów nieludzkich bytów bardziej potężnych, długowiecznych i żyjących w większym zadowoleniu niż przeciętny człowiek.
Synonimy w innych językach tybetański lha, chiński tiān (天）, koreański chǒn, japoński ten, wiet. thiên.
Inne określenia używane w buddyjskich tekstach nawiązują do takich nadprzyrodzonych bytów jak devatā (bóstwo) i devaputra (Pāli: devaputta) „synowie bogów”, choć różnica pomiędzy tymi terminami jest niejasna.